# Entodon rigidus
Entodon rigidus är en bladmossart som beskrevs av Noguchi 1938. Entodon rigidus ingår i släktet Entodon och familjen Entodontaceae. Inga underarter finns listade i Catalogue of Life.